# Агама кам'яна
Агама кам'яна (Agama planiceps) — представник роду агам з родини агамових. Інша назва «намібійська скельна агама».

## Опис
Загальна довжина сягає 24 см. Колір шкіри коричневий, оливковий, сіруватий. Голова та більша частина хвоста у самців червоні, помаранчеві, жовтуватий. У самиць вдовж голови тягнуться жовті смуги або плями. У самців кольори набагато яскравіше. Голова витягнута, тулуб циліндричний, стрункий. Значну частину займає досить довгий хвіст. Кінцівки досить міцні та потужні з загостреними кігтями. 

## Спосіб життя
Полюбляє напівпустелі, пустелі, скелясті та кам'янисті місцини. Добре пересувається по вертикальній та похилій поверхні. Ховається в ущелинах та під камінням. Активна вдень. Харчується комахами, безхребетними.
Це яйцекладна ящірка. Самиця відкладає до 5—10 яєць.

## Розповсюдження
Мешкає у Намібії, Анголі та Камеруні.